# Ôbrée Alie

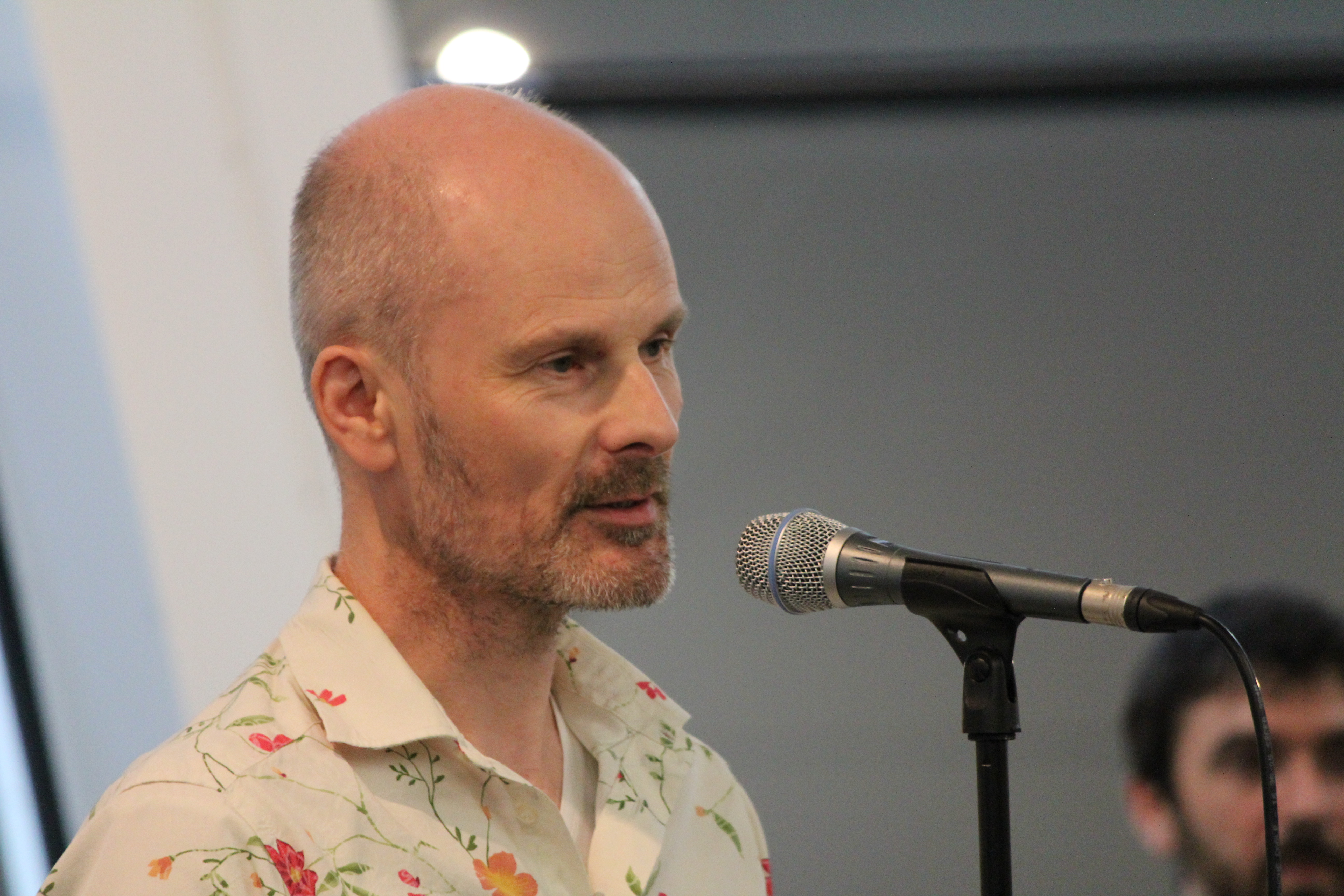
Bèrtran Ôbrée en 2012.

Ôbrée Alie est un groupe breton dont les textes des chansons sont principalement en gallo, parfois en français et occasionnellement en castillan.
L'auteur-chanteur du groupe est Bèrtran Ôbrée. Il participe également au groupe Bèrtran Ôbrée Trio.

## Discographie
- Alment d’if (2000)
- Venté sou léz saodd (2004)